# Бокасса (династия)
Бокасса́ (фр. Bokassa) — центральноафриканская императорская династия, основанная в 1976 году. С 1976 по 1979 год являлась правящей династией в Центральноафриканской империи.
1 декабря 2010 года президент ЦАР Франсуа Бозизе подписал указ о полной реабилитации Жан-Беделя Бокассы, в соответствии с которым свергнутый император был «восстановлен во всех правах». Бозизе назвал Бокассу «великим гуманистом» и «сыном нации, признанным всеми в качестве великого строителя» и подчеркнул: «Я хочу сказать о Бокассе. Он построил страну, а мы разрушили всё, что он построил».

## История

### Правление династии
4 декабря 1976 года авторитарный президент ЦАР Жан-Бедель Бокасса провозгласил ЦАР империей, а себя — императором, таким образом, став основателем династии Бокасса. Спустя ровно год после провозглашения империи в Банги состоялась торжественная коронация новоявленных императора Бокассы I и одной из его супруг, императрицы Екатерины. Церемония коронации, которая обошлась стране в 5 миллионов долларов, была проведена по аналогии с церемонией коронации Наполеона Бонапарта и Жозефины Богарнэ.
Незадолго до коронации Бокасса, ранее исповедовавший католицизм, а потом перешедший в ислам, вновь принял католическую веру. Тем не менее он продолжал оставаться многоженцем.
Несмотря на то, что официально монархия в ЦАИ имела конституционный характер, государство продолжало сохранять авторитарные черты. Диктаторский режим Бокассы I пользовался поддержкой Франции и, в частности, президента Валери Жискар д'Эстена, называвшего Бокассу своим «другом» и «членом семьи» и сохранявшим с ним приятельские отношения.
В 1979 году империя была ликвидирована. Пока Бокасса I находился с визитом в Ливии, оппозиционеры-республиканцы во главе с Давидом Дако при поддержке французских десантников совершили бескровный переворот в Банги и провозгласили о восстановлении республиканской власти. Этот эпизод вошёл в историю как операция «Барракуда».

### Династия в изгнании
Будучи свергнутым, Бокасса был вынужден искать убежище в Кот-д'Ивуаре, откуда вскоре перебрался во Францию, в замок, расположенный неподалёку от Парижа. Позже он вернулся в ЦАР, где был сначала осуждён и приговорён к длительному заключению, но в 1993 году амнистирован и отпущен на свободу.
После смерти Бокассы 3 ноября 1996 года династический дом возглавил один из его сыновей, Жан-Бедель. На данный момент он возглавляет дом Бокасса, формально также именуясь кронпринцем Бокассой II.